# Li Tang

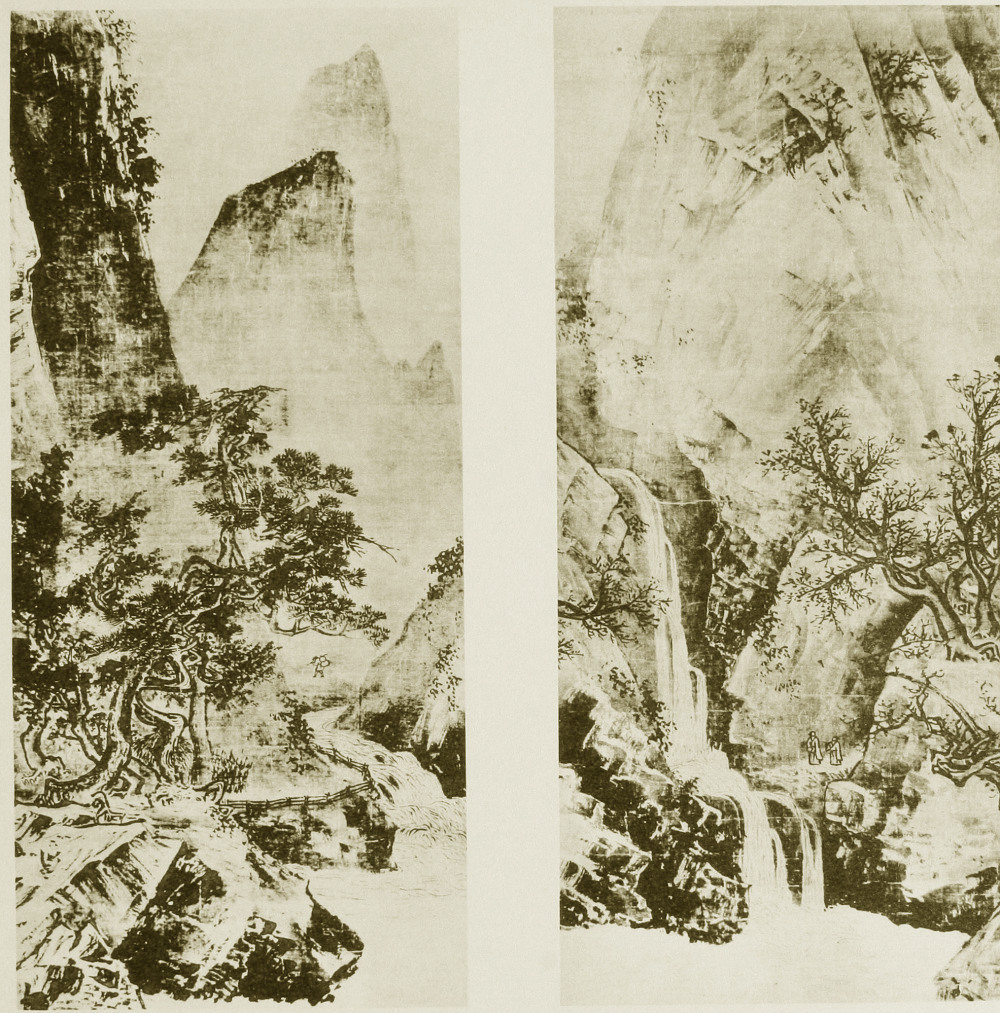
Landschaftsbilder im Kōtō-in (12. Jahrhundert)

Li Tang (* ca. 1050 in Henan; † ca. 1130 in Hangzhou) war ein Maler der Song-Dynastie. Er gilt als einer der bedeutendsten Landschaftsmaler seiner Zeit, da er ein Verbindungsglied zwischen den Malschulen der nördlichen und südlichen Song darstellt und die sogenannte fu pi cun-Zeichentechnik (engl. ax-cut texture stroke) etabliert hat.

## Leben
Es sind nur wenige Informationen über das Leben Li Tangs überliefert. Bekannt ist, dass er um 1050 in der Provinz Henan zur Welt kam. Später zog er nach Kaifeng, die damalige Hauptstadt der nördlichen Song. Das erste für ihn überlieferte Datum ist ein Auftrag  aus dem Jahr 1103 zur Kopie eines Bildes aus der Tang-Dynastie. Während der Regierungszeit von Kaiser Huizong (1100–1125) wurde er Mitglied der kaiserlichen Malakademie und stieg zu ihrem Direktor auf. Nach dem Zusammenbruch der nördlichen Song und der Eroberung Kaifengs durch die Jurchen floh Li Tang nach Hangzhou in Südchina. Dort musste er sich zunächst mit dem Verkauf von Zeichnungen über Wasser halten, bis er unter dem ersten Kaiser der südlichen Song, Gaozong (1127–1162), eine Anstellung in der neuen Malakademie am Hof in Hangzhou erhielt und zu einem der Lieblingsmaler des Kaisers wurde.

## Werk

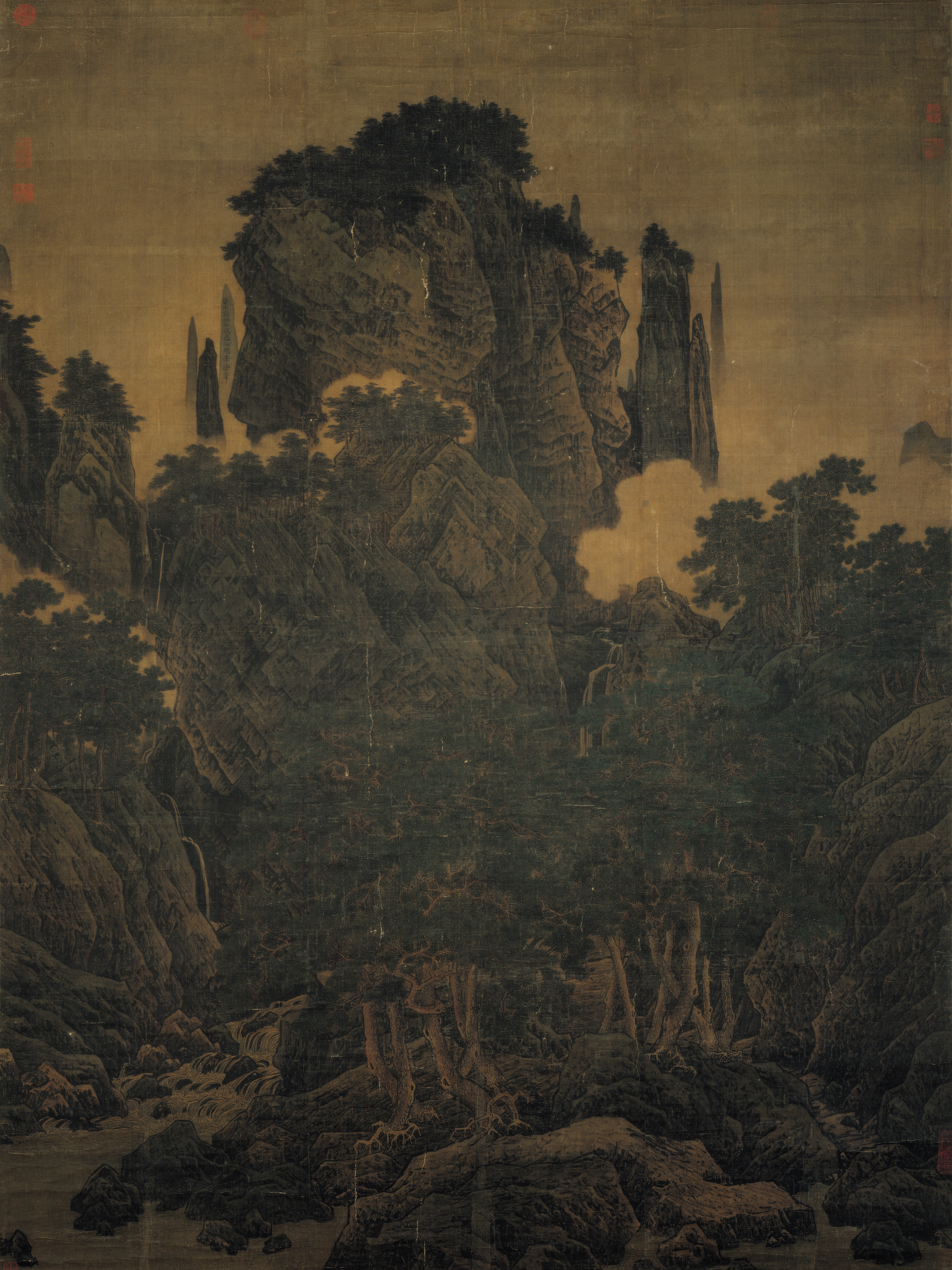
Wind in Pines Among a Myriad Valleys (1124)

Zu den Vorbildern Li Tangs gehörte vermutlich Li Sixun, einer der bekanntesten Maler der Tang-Dynastie. Von Kaiser Gaozong, zu dessen Lieblingsmalern Li Tang gehörte, ist überliefert, dass er ihn mit Li Sixun verglich. Li Tang stellt ein Bindeglied zwischen Malschulen der nördlichen und südlichen Song-Dynastien dar und nicht zuletzt durch die von ihm entwickelte fu pi cun-Zeichentechnik beeinflusste er zahlreiche spätere Maler bis hinein in die Ming-Dynastie in China und die Edo-Zeit in Japan. Zu diesen gehören unter anderem Xia Gui und Ma Yuan und die von ihnen begründete Ma-Xia-Schule der südlichen Song, sowie der Japaner Sesshū Tōyō (1420–1506).
Das Wissen über Li Tangs Werk beruht im Wesentlichen auf Beschreibungen in historischen Quellen und späteren Malern, die seine Werke kopierten oder seinen Stil adaptierten. Die meisten Originalwerke wurden vermutlich bei der Eroberung Kaifengs zerstört und es gibt nur wenige erhaltene Werke, die ihm zugeschrieben werden, deren Authentizität aber nicht völlig gesichert ist. Zu diesen gehören das Landschaftsbild Wind in Pines Among a Myriad Valleys (dt. Wind in den Pinien in 1000 Tälern) des Nationalen Palastmuseums in Taiwan und zwei Landschaftsbilder im Kōtō-in (Teil des Daitoku-ji-Tempelkomplexes) in Japan.